# Predosa
Predosa là một đô thị ở tỉnh Alessandria trong vùng Piedmont của Italia, có vị trí cách khoảng 80 km về phía đông nam của Torino và khoảng 20 km về phía nam của Alessandria. Tại thời điểm ngày 31 tháng 12 năm 2004, đô thị này có dân số 2.068 người và diện tích là 32,9 km².
Đô thị Predosa có các frazioni (các đơn vị cấp dưới, chủ yếu là các làng) Retorto, Castelferro, và Mantovana.
Predosa giáp các đô thị: Basaluzzo, Bosco Marengo, Capriata d'Orba, Carpeneto, Casal Cermelli, Castellazzo Bormida, Castelspina, Fresonara, Rocca Grimalda, và Sezzadio.